# Spartacus International Gay Guide
La Spartacus International Gay Guide és una guia de turisme gai d'àmbit internacional. Hom la considera una referència, car és ser la més documentada en llocs d'ambient gai-lèsbic de tots cinc continents. És editada en 5 idiomes (anglès, alemany, francés, espanyol i italià) i té una periodicitat anual des del 1970. L'empresa editora és Bruno Gmünder Verlag, amb seu a Berlín, Alemanya. L'última edició, que fa la número 38, està disponible des de març del 2009 i correspon a 2009.

## Contingut
La guia està classificada alfabèticament per país, i ofereix informació útil sobre aquest, com ara informació sobre legislació, normes bàsiques, etc. S'informa dels llocs més proclius al turisme homosexual, i fins i tot té un text introductori on s'indiquen les claus dels llocs esmentats. També ressenya les ciutats amb un nombre més alt de locals i infraestructura per a aquest tipus de turisme. Òbviament menciona bars, clubs, hotels, saunes o platges nudistes, però també inclou informació sobre associacions, col·lectius o serveis d'assistència, grups d'ajuda o de suport respecte a la sida.
L'edició 2007 de la guia té 1218 pàgines on hom refereix aproximadament 22.000 adreces de 160 països. El criteri d'inclusió a la guia difereix segons països i ciutats. Per exemple, un club que admeti la clientela homosexual no és habitualment referenciat en grans ciutats, però sí en localitats amb un nombre menor d'habitants.
A mitjans dels anys noranta, aquesta guia turística, dirigida al públic homosexual, va ser acusada de proporcionar adreces on els seus lectors podien trobar nois prostituïts menors d'edat.